# ジム・ロジャーズ

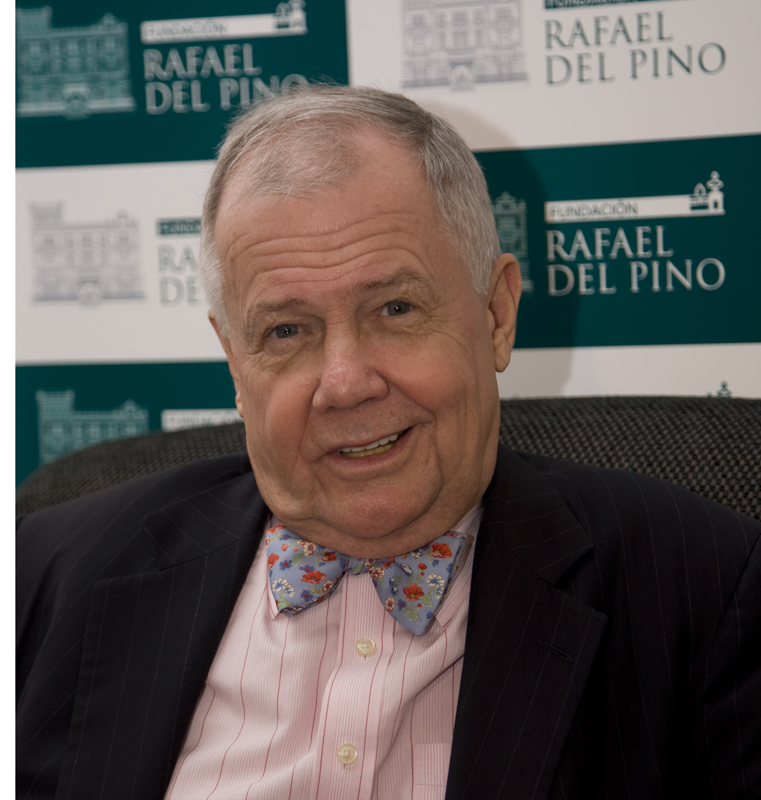
ジム・ロジャーズ

ジム・ロジャーズ（英: Jim Rogers、1942年10月19日 - ）は、アメリカ合衆国の投資家。ウォーレン・バフェット、ジョージ・ソロスとともに世界三大投資家としてもよく知られる。クォンタム・ファンドの共同設立者。ロジャーズ・ホールディングスの会長。アラバマ州出身。

## 経歴
- 5歳のときに初めてピーナッツを売った。
- 1964年 - イェール大学を卒業（学士）[4]。夏休みのアルバイトにウォール街で働いたことで投資に興味を持つ。ウォール街で初めての仕事を投資銀行ドミニク&ドミニク社（英語版）で得る。当時、ウォール街については何も知らず、株式と債券の違いについてさえ知らなかったが、仕事にはすぐに熱中した。 この後、オックスフォード大学へ留学。奨学金で株式投資を行う。
- 1966年 - オックスフォード大学を卒業し（学士）[4]帰国。数年間アメリカ陸軍に所属する。
- 1968年 - 見習いアナリストとしてウォール街で働き始める。
- 1970年 - 投資銀行Arnhold & S. Bleichroeder（英語版）に入社。
- 1973年 - ジョージ・ソロスとともにクォンタム・ファンドを設立[2]。
- 1980年 - 仕事を引退。その後、コロンビア大学ビジネススクールの客員教授になる。
- 1989年 - WCBSの"The Dreyfus Roundtable"で司会を務める。
- 1990年 - FNNの"The Profit Motive with Jim Rogers"で司会を務める。
- 2002年 - 毎週土曜日放送のFOX News Cavuto on Businessでレギュラーゲストになる。
- 2007年 - シンガポールに移住した[5]。

## 投資
ジム・ロジャーズの投資手法は保守的な「バイ・アンド・ホールド」ではなく、利益が出る状況に応じてロング（買い持ち）とショート（売り持ち）のどちらでも変則的に機動的にポジションをとる手法を得意とする。投資対象は株式だけでなく通貨・商品と幅広く、また現物取引だけでなく先物取引やオプション取引も行う。ジム・ロジャーズは、ジョージ・ソロスともに1970年代におけるヘッジファンドの先駆者であった。ジム・ロジャーズは国際情勢、マクロ経済、金融政策、社会のトレンドなどによる需給の変化を日頃から徹底的に調査して、そこから価格の大きな上昇または下落を予想して最善のポジションを見つけることを投資の基本とし、これは、後にグローバル・マクロと呼ばれたスタイルの先駆けでもあった。ただし、ジム・ロジャーズ本人は「いつもポジションをとるのが早過ぎる」として、下手なトレーダーを自称している。ジム・ロジャーズとジョージ・ソロスが「クォンタム・ファンド」を2人で始めたときは、ジム・ロジャーズがアナリスト的な役割で、ジョージ・ソロスがトレーダー的な役割だったと、ジャック・D・シュワッガーの著書「マーケットの魔術師」で答えている。また、ジョージ・ソロスも自著の中で、「クォンタム・ファンドの運営ではジム・ロジャーズがアナリストだった」と述べている。

### クォンタム・ファンド
Arnhold & S.Bleichroeder勤務時にジョージ・ソロスに出会ったことがきっかけで、1973年、ジョージ・ソロスとともにクォンタム・ファンドを設立する。クォンタム・ファンドは10年の間に3365％のリターンを得た（ちなみにこの間、ダウ平均株価は20％上昇したにすぎなかった）。この成功ののち、ジュニア・パートナーであったジムはスタッフの増強に反対し、クォンタム・ファンド運営の考え方に違いが生じたためジョージ・ソロスと袂を分かち、1980年にクォンタム・ファンドを去るとともに仕事を引退した。その翌年、クォンタム・ファンドは設立以来初めて資産を半分失う程の大損失を出した。

### RICI
1998年、ジム・ロジャーズは「Rogers International Commodity index」(RICI)を設立。この指数は当初こそ好調で、1998年8月1日から2007年12月までに326％上昇した。そして2004年に、書籍Hot Commoditiesを著し、従来の投資における考え方とは逆に、商品投資を最良の投資のひとつと主張した。
しかしその後のRICIのリターン（米ドルベース、年率平均）は、2004年3月1日-2014年2月28日の10年間で次のような結果に終わった（世界の株式、債券、不動産と比較）。
- Rogers International Commodities Index(RICI) + 3.8％
- MSCI AC (All Country) World Index (ACWI) + 7.4％
- Citigroup World Government Bond Index + 4.4％
- S&P Global REIT Index + 8.0％

RICIは他の投資クラスと比べて最低の成績であった。
ちなみに、RICIと連動する日本のファンドとして、大和証券の「ダイワ・コモディティインデックス・ファンド」と三貴商事の「商品新時代」がある。
しかし商品ファンドが抱える根本的な問題である先物運用コストに加え、高い信託報酬と販売手数料の問題により、指数に対して大幅に劣る運用結果となっている。
例えばダイワ・コモディティインデックス・ファンドでは、設定当初から2014年2月28日までの10年弱で、1割しか上がっておらず、販売手数料を引くと年率リターンは1％にも満たない。

### 商品市場
ジム・ロジャーズは1990年代から商品市場が強気相場になることを予想して、自らも商品・コモデティ投資を実践した。そして、21世紀初めの商品相場は、価格の高騰を的確に捉えたかに見えた。原油相場が100ドル（NYMEX:WTI先物）を超えた後も、ジム・ロジャーズは大型油田の発見のニュースが無いことを理由に強気相場の終焉を否定していた。しかしサブプライムバブル時の乱高下後、原油相場は5年以上に渡って100ドル前後を越えられず、2014年後半からは暴落を始め、2015年初頭には半値の50ドルを割り込んだ。
2008年に発生した未曾有の金融危機の際にも、ジム・ロジャーズはファンダメンタルズが損なわれていないとして商品投資を奨めていたが、その後5年間の商品の反発(+50%)は世界株(+150%)に比べて大きく劣後している。

## 中国について
中華人民共和国の株式市場の将来性を高く評価して、積極的に中国株投資を行っていた。「19世紀はイギリスの時代、20世紀はアメリカの時代、21世紀は中国の時代」と評して、中国に関する著書("A Bull in China")も発刊している。インドへの投資には懐疑的な見方をたびたび表明して、中国への投資が有望と一貫している。娘には中国語（北京官話）を学ばせている。
2007年1月26日上海総合指数が2,800まで上昇すると中国株式市場のバブルを主張したが、その後上海総合指数が4,000になると前述の発言を否定した。そして上海総合指数が6,000近くになると中国株に楽観的な考えを表明し、2007年10月には中国株式市場のバブル崩壊にもかかわらず中国株の長期投資を表明した。しかし、実際は2007年7月保有株が4倍になった時点で売り抜けていたと、中国で株価の情報操作と指摘された。
2009年7月に上海総合指数が3,300まで反発すると、株価上昇はファンダメンタルズに対して行き過ぎているとの見解を示すとともに、（上海総合指数が1,700から2,300で推移していた）2008年10月の購入以来、中国株は買っていないと述べた。
2018年には中国はトランプ政権の政策と習近平政権により国交を深めよりさらに偉大な国になるであろうと述べている。今はシンガポールに居住し、無理な親中発言に対して指摘も受けている。

### 米ドル
米国経済の破綻によって米ドルは暴落すると主張し続けている。自身は米ドル建て資産の処分と中華人民共和国の通貨である人民元の将来性を表明している。しかしドルの総合的な強さを表すドルインデックスは、その当時（2007年10月）の76から、7年後（2014年10月）には86に上昇している。

## 日本について
ジム・ロジャーズはアベノミクスに対しては以前より痛烈に批判している。2013年には安倍は日本を破滅させ始めたと述べており、安倍は政治的災害であり、日本は投資には不適格と政策を切った。
2015年のインタビューでは日本の問題として、人口の減少、とめどない債務の増加が安倍晋三首相の在任とし、安倍首相は世界の投機家には益をもたらしたが
と語っている。
2016年後期にあっても、自身も既に保有している日本株以外に新規に円を購入する気がなく、経済大国であっても最貧国になることは歴史的にもみられることであって、若い優秀な人材の日本からの流出の可能性をあげ、日本の状況が良くないとしている。
2019年のインタビューでも、ジム・ロジャーズは「安倍さんがやっていることはバカげていますよ。財政出動で国の借金を増やし、金融緩和で日本円の価値を下げている。お金の使い方が下手な上に、使い過ぎています。自分のお金じゃないから、国民から吸い上げた税金だから、どんどん使っているんです。」と安倍晋三の経済政策を再び批判した。
また、日銀の大規模金融緩和と黒田東彦総裁の手法については「大きな間違いです。世界的に見てこれほど金利が低かった時代はない。そもそも、中央銀行が実質的に直接、国債を買う金融政策は前代未聞です。日銀は2016年9月にいわゆる「指し値オペ」を導入しましたが、これは紙幣を無制限に刷るということ。つまり、日本円の価値を下げるわけで、アベノミクスは絶対に成功しません。20年後には対米ドルのみならず、韓国ウォンに対しても相対的に価値を落としているでしょう。」と非難している。

## 韓国について
日本への評価に対して、韓国については絶賛している。2020年には
と語った。

また、文在寅大統領についても、
と2019年に語っている。
また、韓国と北朝鮮間の旅行需要の増加を見込み、大韓航空の株を2019年の時点で取得済みだとインタビューで語っている。
日韓トンネルの推進を主張しており、旧統一協会の関連団体であるUPFのイベントにも参加し推進を訴えている。また同イベントでは旧統一協会の創設者である文鮮明・韓鶴子総裁夫妻の先見性を高く評価しているとのコメントをしている。

## MMT（現代貨幣理論）について
ジム・ロジャーズは、「ジム・ロジャーズ　大予測　激変する世界の見方」（東洋経済新報社、2020年5月21日刊）の中で、MMT（現代貨幣理論）を「愚かな発想だ」と批判している。「どんなバカげた発想でも、経済が停滞している時は信者が増えて理論が徐々に広まっていく。そして、選挙でもこうしたバカげたことを掲げる者が勝ってしまうことがある。いずれアイビーリーグなどの名門大学でもMMTを授業で教えるところがでてくるだろう。（中略）　現在のMMTは100年前のマルクス主義のようなものだ。多くの人はMMTこそ、この停滞感を打ち破る解決策になると信じたがっている。しかし、多くの人はMMTが一体、どんなものなのか理解してない。」とMMT理論を断罪した。

## その他

### 旅
- 世界中を旅して肌で国の人々の変化を感じ取っている。冒険投資家とも呼ばれている[5][4]。
- 1980年代、中国の各地をオートバイで旅行。
- 1990年-1992年、オートバイで世界6大陸に渡って65,065マイルを走破（ギネスブック記録）。
- 1999年1月1日-2002年5月2日、メルセデス・ベンツで116カ国を走破（もう一つのギネスブック記録）。総走行距離は、245,000キロメートルにも及んだ。レイフ・エリクソンのアメリカ大陸到達千年記念の日にアイスランドを出発し、2002年1月5日ニューヨークの自宅に到着した。

### シンガポールへ移住
2007年に家族とともにニューヨークからシンガポールに移住した。英Telegraphのインタビューには「1807年にロンドンに移住するのは素晴らしいことだった。1907年にニューヨークに移住するのは素晴らしいことだった。そして、2007年にはアジアに移住することが次のすばらしい戦略となるだろう。」と答えている。娘たちには将来を見越して、華僑圏で中国語を学ばせている。
ロジャーズはシンガポールで歯の美容整形を行ったが、治療した20本の歯のうち6本のセラミック修復物が1年以内に剥がれ落ちたとして、2012年に治療したアーネスト・レックス・タン歯科医を過失と4万8150ドルの治療費払い戻しを求め訴えた。歯科医側はロジャーズにマウスピースの装着をするよう求めたのを無視して過ごしていたと反論。また、面談時に患者や職員の前で歯科医を怒鳴りつけたり、手紙でこの件で中傷したとして逆に名誉毀損で反訴した。

### 米国中央銀行
米国の中央銀行（連邦準備制度理事会）の金融政策に対して厳しい見方をとることが多い。たとえば、2008年の金融危機の際には英Telegraphのインタビューの中で、米国の連邦準備制度理事会の低金利・過剰流動性や金融機関の倒産回避指向の政策を批判する一方で、高金利政策や預金準備率でインフレーション抑制策を重視していた中華人民共和国の中央銀行（中国人民銀行）を高く評価した。

### 家族
著書"Adventure Capitalist"にも登場する米国人女性と3回目の結婚をし、2003年に長女、2008年に次女をもうけている。

## テレビ番組
- 日経スペシャル ガイアの夜明け（テレビ東京）
  - 検証・アメリカ市場 〜揺らぐ経済大国はいま〜（2002年10月20日）[30]。
  - カリスマ投資家の決断 〜日本株攻防 夏の陣〜（2004年8月31日）[31]。
  - 激動！株式市場 ～大投資時代をどう生きるか～（2006年2月28日）[32]。- 六本木ヒルズでの日本株投資フォーラムを取材。

## 著書
- "Investment Biker: Around the World with Jim Rogers", ISBN 978-0812968712, 1995年
- "Adventure Capitalist: The Ultimate Road Trip", ISBN 978-0812967265, 2003年
- "A Bull in China", ISBN 978-1400066162, 2007年
- "Hot Commodities: How Anyone Can Invest Profitably in the World's Best Market", ISBN 978-0470014981, 2004年
- 「冒険投資家ジム・ロジャーズ 世界大発見」（ジム・ロジャーズ (著), 林 康史 (翻訳), 望月 衛 (翻訳)、日経BPマーケティング、日本経済新聞出版、2003年11月1日) ISBN 9784532350628
  - 「冒険投資家ジム・ロジャーズ 世界大発見」（ジム・ロジャーズ (著), 林 康史 (翻訳), 望月 衛 (翻訳)、日経BPマーケティング、日本経済新聞出版、2006年1月7日) ISBN 9784532193317
- 「冒険投資家ジム・ロジャーズ 世界バイク紀行」（ジム・ロジャーズ (著), 林 康史 (翻訳), 林 則行 (翻訳)、日経BPマーケティング、日本経済新聞出版、2004年3月1日) ISBN 9784532192181
- 「大投資家ジム・ロジャーズが語る 商品の時代」（ジム・ロジャーズ (著), 林 康史 (翻訳), 望月 衛 (翻訳)、 日経BPマーケティング、日本経済新聞出版、2005年6月1日) ISBN 9784532351564
- 「冒険投資家 ジム・ロジャーズが語る 投資の戦略」（ジム・ロジャーズ (著), 林 康史  (翻訳)、パンローリング、2006年4月4日) ISBN 9784775961209
- 「人生と投資で成功するために 娘に贈る13の言葉」（ジム・ロジャーズ (著)、林 康史 (翻訳),日経BPマーケティング、日本経済新聞出版、2007年4月27日) ISBN 9784532352592
  - 「人生と投資で成功するために 娘に贈る13の言葉」（ジム・ロジャーズ (著)、林 康史 (翻訳),日経BPマーケティング、日本経済新聞出版、加筆・新装版、2009年8月1日) ISBN 9784532353759
- 「ジム・ロジャーズ 中国の時代」（ジム・ロジャーズ (著), 林 康史 (翻訳), 望月 衛(翻訳)、日経BPマーケティング、日本経済新聞出版、2008年6月1日) ISBN 9784532353049
- 「冒険投資家ジム・ロジャーズのストリート・スマート 市場の英知で時代を読み解く」（ジム・ロジャーズ (著), 神田 由布子(翻訳)、SBクリエイティブ、2013年5月21日) ISBN 9784797372397
- 「お金の流れで読む 日本と世界の未来 世界的投資家は予見する (PHP新書)」（ジム・ロジャーズ (著), 大野 和基(翻訳)、PHP研究所、2019年1月15日) ISBN 9784569842219
- 「ジム・ロジャーズ 大予測 激変する世界の見方」（Jim Rogers (原著), ジム・ロジャーズ (著), 花輪 陽子(翻訳)、東洋経済新報社、2020年5月8日) ISBN 9784492371251
- 「危機の時代 伝説の投資家が語る経済とマネーの未来」（ジム・ロジャーズ (著)、日経BP、2020年5月21日) ISBN 9784296105472
- 「世界大異変 現実を直視し、どう行動するか」（ジム・ロジャーズ (著), 花輪　陽子(翻訳),東洋経済新報社、2022年7月22日) ISBN 9784492371336
- 「人生と投資で成功するために子どもに贈る言葉」（ジム・ロジャーズ (著)、石川 由美子(翻訳),林 康史(翻訳),日経BP、2022年12月17日) ISBN 9784296113675